# Leymotrigia stricta
Leymotrigia stricta är en gräsart som först beskrevs av Dethard., och fick sitt nu gällande namn av Nikolai Nikolaievich Tzvelev. Leymotrigia stricta ingår i släktet Leymotrigia och familjen gräs. Inga underarter finns listade i Catalogue of Life.